# Catalogul colecției Alfa
Editura Ion Creangă a lansat sub numele Alfa o serie de volume de popularizare a științei.

## Lista
| Data apariției | Autor(i)                      | Titlu                                            | Ilustrator     | Note / Ref.  |
| -------------- | ----------------------------- | ------------------------------------------------ | -------------- | ------------ |
| 1973           | Florica T. Câmpan             | Printre linii și suprafețe                       |                | [ 3 ]        |
|                |                               |                                                  |                | [ 4 ]        |
| 1974           | Florica T. Câmpan             | Triunghiuri, triunghiuri si iar triunghiuri      | N. Nobilescu   | [ 5 ] [ 6 ]  |
| 1974           | Tudor Opriș                   | Monștrii de odinioară                            |                | [ 7 ]        |
|                |                               |                                                  |                | [ 8 ]        |
| 1975           | Florica T. Câmpan             | De la papirusul Rhind la calculatorul electronic | N. Nobilescu   | [ 9 ] [ 10 ] |
|                |                               |                                                  |                | [ 11 ]       |
| 1976           | Vasile Văcaru; Sabin Vâlceanu | Calculatorul electronic-Unealta secolului XX     | N. Nobilescu   | [ 12 ]       |
|                |                               |                                                  |                | [ 13 ]       |
| 1977           | Victor Laiber, Dan David      | Informatica - o știință a prezentului            | N. Claudiu     | [ 14 ]       |
| 1978           | Tudor Opriș                   | Animalele și plantele călătoresc                 |                | [ 15 ]       |
|                |                               |                                                  |                | [ 16 ]       |
| 1980           | Edmond Nicolau                | Din nou la clubul logicienilor                   | Burschi Gruder | [ 17 ]       |
| 1981           | Edmond Nicolau                | Cibernetica anunță viitorul                      | Burschi Gruder | [ 18 ]       |
| 1982           | Modest Guțu                   | Ce știm despre viața extraterestră               |                | [ 19 ]       |
| 1985           | Sabin Vâlceanu                | Raze vizibile, raze invizibile                   |                | [ 20 ]       |
| 1986           | Nicolae P. Leonăchescu        | Bătălia pentru sistemul metric                   |                | [ 21 ]       |
| 1987           | Florica T. Câmpan             | Cum au apărut numerele                           |                | [ 22 ]       |

## Vezi și
- Catalogul colecției ABC (Editura Ion Creangă)